# William H. Nichols
William Henry Nichols (1852 – 1930) fue un famoso químico y empresario estadounidense, que tuvo un papel decisivo en el desarrollo del negocio de suministro de productos químicos de los Estados Unidos. La empresa de material especializado Honeywell hunde sus raíces hasta una pequeña empresa de fabricación de ácido sulfúrico que él fundó en 1870. Nichols fue uno de los fundadores de la American Chemical Society (ACS), de la que fue presidente entre 1918 y 1919. La sección local neoyorquina de esta sociedad otorga cada año un prestigioso premio que lleva su nombre. Estudió en la universidad de Nueva York. 

## Empresa química
Nichols, junto con su hijo Charles W. Nichols, ayudaron a organizar la fusión de 12 compañías en 1899 para crear General Chemical. Bajo su liderazgo, la compañía aumentó su activo base e incrementó sus beneficios al triple, haciendo de Nichols un líder en la incipiente indistria química americana. Su visión de una compañía más grande y mejor empezó a tener éxito cuando él se unió con el inventor Eugene Meyer en 1920. Nichols y Meyer combinaron cinco compañías más pequeñas para crear Allied Chemical & Dye Corporation, que más tarde se convirtió en Allied Chemical Corp., y eventualmente llegó a ser parte de Allied Signal, precursora de la empresa de materiales especializados Honeywell. Ambos hombres tuvieron edificios con su nombre en la sede central de Honeywell en Morristown, New Jersey. Su fábrica original situada junto a Newtown Creek en Queens es infame por su legado de contaminación. Se rumoreó que Nichols vació en una ocasión tanques excedentes de ácido sulfúrico en el riachuelo cercano, antes de venderlo a bajo precio a un empresario por quien no sentía aprecio. 

## Familia
William Henry Nichols nació en Brooklyn el 9 de enero de 1852. Era hijo de George Henry y Sarah Elizabeth (Harris) Nichols. William H. Nichols se licenció y obtuvo su grado de máster en la universidad de Nueva York en 1870 y 1873 respectivamente. También recibió títulos honoríficos de las universidades de Nueva York, Lafayette, Universidad de Columbia, Universidad de Pittsburg, y universidad de Tufts. William H. Nichols se casó con Hannah W. Bensel de Brooklyn en 1873. La pareja tuvo tres hijos: William Henry Jr, nacido en 1874, Charles W., nacido en 1875, y Madeleine, nacida en 1884.

## El legado de Nichols
El éxito de las empresas de Nichols se remonta a varios principios notables que guiaron su carrera. En primer lugar podemos citar su profunda creencia en la investigación y desarrollo. En segundo lugar estaba su apoyo a la educación científica y los estudiantes de la química. En tercer lugar figura su preocupación por el bienestar de sus empleados. Lo más importante era su creencia frecuentemente citada de que "la regla de oro es tan aplicable en los negocios como en la iglesia".
Este legado de Nichols es reconocido con un premio que lleva su nombre. La Medalla de Nichols se otorga cada año por la sección de Nueva York de la American Chemical Society. El propio Nichols ya estableció por primera vez un premio en 1902, que sería la primera medalla de oro que premiaba la investigación química original. En junio de ese año, concedió 10 acciones preferentes de la empresa General Chemical a la Sociedad Química Americana (ACS) para dotar al primer premio. Al aceptar la donación, el consejo de administración pidió permiso a Nichols para que el nombre del premio fuese "Medalla Nichols, de la sección de Nueva York." Desde el primer premio concedido el 9 de enero de 1903, la delegación de la American Chemical Society en Nueva York ha nombrado a más de 100 medallistas Nichols, dieciséis de los cuales han sido galardonados posteriormente con el Premio Nobel de química.
Inicialmente, el premio consistía solo en una medalla de oro de 18 quilates, cuyo diseño representaba la figura alegórica del Dr. Fausto en su laboratorio, como fue descrita por Goethe. Una réplica de la medalla de bronce, que se utiliza para exposición, fue más tarde añadida junto a un premio en efectivo.